# Formation de Cerro Fortaleza
Formation de Pari Aike

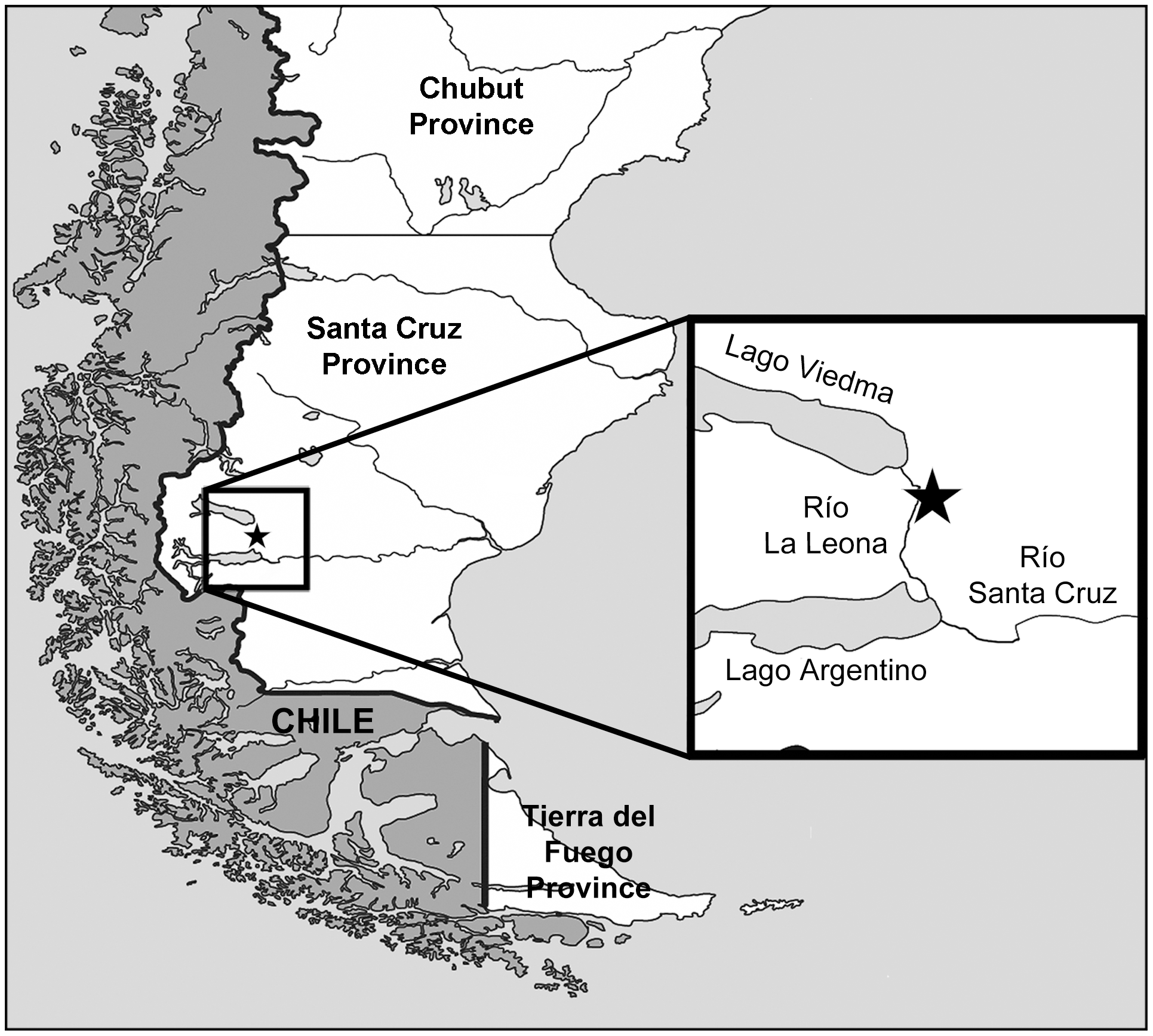
Localisation de Cerro Fortaleza

La formation de Cerro Fortaleza, anciennement connu sous le nom de formation de Pari Aike, est une formation géologique datant du Crétacé supérieur de l'âge Campanien à Maastrichtien, (bien qu'elle ait été autrefois signalée comme étant du Cénomanien au Santonien) du bassin australe de la Patagonie, en Argentine.

## Description
Les grès de la formation se sont déposés en milieu fluvial. La formation a une épaisseur estimée à 460 m et recouvre la formation d'Anita, alors qu'elle est recouverte par la formation de La Irene (en). Ces formations sont considérées de l'âge Campanien et Maastrichtien, respectivement,, faisant vieillir la formation Cerro Fortaleza entre les deux périodes.
Les titanosaures géants Puertasaurus et Dreadnoughtus, le mégaraptorien Orkoraptor, Austrocheirus isasii et l'ornithopode Talenkauen ont été récupérés de la formation aux côtés de tortues et de crocodiles.